# Ioyana
Un ióyana es una unidad de medida utilizada en la antigua India. Los estudiosos de la actualidad estiman que mediría 6,2 km aproximadamente. Existe una medida, el majá-ióyana, que mide 1000 ióyanas.[cita requerida]

## Nombre
- yójana, en el sistema AITS (alfabeto internacional para la transliteración del sánscrito).
- योजन, en escritura devanagari del sánscrito.
- Pronunciación: /ióyana/ (masculino).[1]
- Etimología: en el Rig-veda (el texto más antiguo de la India, de mediados del II milenio a. C.) tiene tres significados:[1]
  - lo que tiene yugo (iuya), un equipo, un vehículo (también aplicado a los himnos u oraciones dirigidas a los dioses);
  - sendero, curso;
  - una etapa, la distancia que se puede recorrer sin quitar el yugo, con un solo arnés:

4 o 5 millas [antiguas] inglesas (7,6 o 9,5 km);
4 krośas o cerca de 9 millas (14,6 km);
8 krośas
2,5 millas [antiguas] inglesas (4,75 km)

## Equivalencias

### Distancia que recorre un ejército
Según sir Alexander Cunningham (1814-1893), arqueólogo e ingeniero de la armada británica, en su libro The ancient geography of India, un ioyana equivale a «la distancia que recorre el ejército real en un día». De esta manera, Cunningham calculó que el ióyana mediría unas 8 millas (12,9 km).
El fundador de los hare krisna, Bhaktivedanta Prabhupada (1896-1977) utilizó la misma equivalencia.

### Cuatro mil veces la altura de un hombre
El ióyana equivale a «4000 veces la altura de un varón adulto».[cita requerida]
De acuerdo con los fósiles humanos del I milenio a. C. (la época en que se compusieron muchos textos hinduistas) la altura de un varón indio promedio era de 1,55 m; entonces un ióyana mediría 6,2 km aproximadamente.

### En medidas astronómicas
El astrónomo indio Aria-Bhatta (476-550) afirma en su Aria-bhatíia que la circunferencia de la Tierra esférica mediría unas 4967 ióyanas.

## Relación con otras medidas hindúes
Si la longitud del ióyana es de 8 a 10 millas (13 a 16 km) entonces sus medidas subsidiarias son las siguientes:
| medida hindú       | equivalencia hindú                                                                           | distancia actual si 1 ióyana = 6,2 km | distancia actual si 1 ióyana = 12,9 km |
| ------------------ | -------------------------------------------------------------------------------------------- | ------------------------------------- | -------------------------------------- |
| 1 angula (pulgar). |                                                                                              | 0,8 cm                                | 1,7 cm                                 |
| 12 angula          | 1 vitasti (distancia entre la punta del pulgar y la punta del meñique con la palma abierta). | 9,7 cm                                | 20,2 cm                                |
| 2 vitasti          | 1 aratni (codo).                                                                             | 19,4 cm                               | 40,3 cm                                |
| 4 aratni           | 1 danda                                                                                      | 77,5 cm                               | 1,61 m                                 |
| 2 danda            | 1 dhanu                                                                                      | 1,55 m                                | 3,2 m                                  |
| 5 dhanu            | 1 rajju                                                                                      | 7,75 m                                | 16,1 m                                 |
| 2 rajju            | 1 paridesha                                                                                  | 15,5 m                                | 32,2 m                                 |
| 100 paridesha      | 1 krosha (o gorata).                                                                         | 1,55 km                               | 3,2 km                                 |
| 4 krosha           | 1 ióyana                                                                                     | 6,2 km                                | 12,9 km                                |